# نت هنتاف
نت هنتاف (انگلیسی: Nat Hentoff; ۱۰ ژوئن ۱۹۲۵ – ۷ ژانویهٔ ۲۰۱۷) ستون‌نویس، تاریخ‌نگار، رمان‌نویس و منتقد موسیقی جاز و کانتری اهل ایالات متحده آمریکا بود. از فیلم‌هایی که وی در آن نقش داشته است، می‌توان به رذل و دوست‌داشتنی اشاره کرد. او ۲۵ سال روزنامه‌نگار روزنامه نیویورکر بود و از سال ۱۹۵۸ تا ۲۰۰۹ ستون‌نویس ویلج ویس بود. از آثار منتشرشده او در ایران رمان روزی که می‌خواستند کتاب را دستگیر کنند است که آن را کمال بهروزکیا ترجمه کرده است.
وی دانش‌اموختهٔ دانشگاه نورت‌ایسترن، دانشگاه هاروارد و دانشگاه سوربون بود و برندهٔ جوایزی همچون کمک‌هزینه گوگنهایم و برنامه فولبرایت شده است.